# Carme XVI
Il carme XVI è il sedicesimo carme del Liber Catullianus. Il carme 16 appartiene alle Nugae ed è uno dei più famosi carmina osceni (o profani) scritti da Catullo. In questo carme Catullo esprime tutta la sua rabbia contro Aurelio e Furio, colpevoli di averlo criticato per essere stato troppo licenzioso nonché effeminato nella scrittura del Carme 5. Catullo insulta molto pesantemente i due e minaccia di stuprarli.
(Catullo, Liber, Carme 16, v.1-2)

## Analisi
Al di là della volgarità di questo carme, esso offre diversi spunti di riflessione. In primis sul modo in cui i più accaniti sostenitori del Mos Maiorum criticavano i poëtae novi, accusandoli di essere troppo lascivi e irrispettosi dei costumi; in secundis mette molto chiaramente in luce la concezione dell'omosessualità passiva da parte dei latini, vissuta come un oltraggio e una perdita di virilità. Per questa ragione Catullo minaccia di distruggere i suoi avversari annientandoli moralmente e privandoli della virilità, che in un mondo quale quello romano del I sec. sarebbe stato devastante. Il componimento non rispetta una precisa forma metrica. Possiamo notare un chiasmo nel secondo verso, atto a rendere ancora più potente l'insulto, chiudendo i due incresciosi epiteti fra i nomi di Furio e Aurelio. Per tutta la poesia Catullo difende il suo modo di scrivere ed il suo stile poetico, affermando che la sua poesia mantiene comunque grazia e raffinatezza. La poesia si conclude ripetendo la minaccia scritta nel primo verso. Anche in questa poesia Catullo dimostra, nonostante il contenuto, una grande abilità poetica e creativa.